# Ilko Łysyj
Ilko Łysyj, Ilja Łysyj (ur. 1882, zm. 2 stycznia 1961 w Tarnopolu) – ukraiński działacz społeczny, urzędnik, działacz UNDO, poseł na Sejm RP III kadencji w II Rzeczypospolitej.
Ukończył szkołę średnią. Urzędnik prywatny w Winnikach (powiat lwowski), ukraiński działacz spółdzielczy (prowadził m.in. kancelarię Towarzystwa „Silśkyj Hospodar”) i społeczny. Współtwórca Organizacji Ukraińców we Lwowie, członek rady nadzorczej Towarzystwa Ubezpieczeń na Życie „Karpatia”, członek rady Proswity.
Posłem został 11 grudnia 1933, jako zastępca posła Wołodymyra Kochana, który zrzekł się mandatu.